# Proză fantastică franceză
Proză fantastică franceză este o serie de trei volume de povestiri fantastice din limba franceză care a apărut în 1982 la Editura Minerva, în colecția sa Biblioteca pentru toți, numerele # 1109-1111. Antologia a fost realizată de Irina Mavrodin (care a și tradus povestirile). Conține lucrări de Jacques Cazotte, Charles Nodier, Honoré de Balzac, Prosper Mérimée, Victor Hugo, Gérard de Nerval, Jules-Amédée Barbey d'Aurevilly, Villiers de l'Isle-Adam, Théophile Gautier, Guy de Maupassant etc. Coperțile au fost ilustrate de Domó István.

## Cuprins

### Volumul I
Elixirul de viață lungă, Vol. I
- „Diavolul îndrăgostit” (fragment) de Jacques Cazotte
- „Văgăuna mortului” de Charles Nodier (traducere a: La combe de l'homme mort, 1833)
- „Elixirul de viață lungă” de Honoré de Balzac (traducere a: L'élixir de longue vie, 1830)
- „Casa de la Grande-Bretèche” de Honoré de Balzac (traducere a: La Grande Bretèche, 1832)
- „Biserica” de Honoré de Balzac (traducere a: L'église ,1831)
- „Diavolul adunător de zdrențe” de Victor Hugo (traducere a: Le Rhin : "Le diable chiffonnier", 1842)
- „Procurorul” de Charles Rabou (traducere a: Le ministère public, 1832)
- „Venus din Lille” de Prosper Mérimée (traducere a: La Vénus d'Ille, 1837)
- „Lokis” de Prosper Mérimée (traducere a: Lokis, 1869)
- „Il viccolo di Madame Lucrezia” de Prosper Mérimée (traducere a: Il viccolo di madama Lucrezia, 1846)
- „Djuman” de Prosper Mérimée (traducere a: Djoumâne, 1868)
- „Adevărata viață a Căpitanului Brulart” de Eugène Sue (traducere a: Atar-Güll : "La vraie vie du capitaine Brulart", 1831)
- „Un singuratic” de Paul Gavarni (traducere a: L'homme seul: Étude fantastique, 1831)

### Volumul II
Mîna fermecată, Vol. II
- „Mâna fermecată” de Gérard de Nerval (traducere a: La main enchantée, 1832)
- „Aurelia sau Visul și viața” de Gérard de Nerval (traducere a: Aurélia, 1855)
- „Pandora” de Gérard de Nerval (traducere a: Pandora, 1854)
- „Perdeaua stacojie” de Jules-Amédée Barbey d'Aurevilly (traducere a: Le rideau cramoisi 1874)
- „Răzbunarea unei femei” de Jules-Amédée Barbey d'Aurevilly (traducere a:La vengeance d'une femme, 1874)
- „Cabalistul Hans Weinland” de Alexandre Chatrian și Émile Erckmann (traducere a: Le cabaliste Hans Weinland, 1860)
- „Vera” de Villiers de l'Isle-Adam (traducere a: Véra, 1874)
- „Semnul” de Villiers de l'Isle-Adam (traducere a: L'intersigne, 1868)
- „Secretul eșafodului” de Villiers de l'Isle-Adam (traducere a: Le secret de l'échafaud, 1883)

### Volumul III
Moarta îndrăgostită, Vol. III
- „Arria Marcela” de Théophile Gautier (traducere a: Arria Marcella, 1852)
- „Avatar” de Théophile Gautier (traducere a: Avatar, 1856, nuvelă)
- „Moarta îndrăgostită” de Théophile Gautier (traducere a: La morte amoureuse, 1836, nuveletă)
- „Ibricul de cafea” de Théophile Gautier (traducere a: La cafetière, 1831)
- „Cânturile lui Maldoror. Cântul al șaselea” de Comte de Lautréamont
- „Horla” de Guy de Maupassant (traducere a: Le Horla, 1887)
- „Hanul” de Guy de Maupassant (traducere a: L'auberge, 1886)
- „Magnetism” de Guy de Maupassant (traducere a: Magnétisme, 1882)
- „Un nebun” de Guy de Maupassant (traducere a: Un fou, 1885)
- „Frica” de Guy de Maupassant (traducere a: La peur unknown)
- „Lăcașul morții de bunăvoie” de Guy de Maupassant (traducere a: Suicides, 1883)

## Legături externe
- Seria: Proză fantastică franceză la isfdb.org

## Vezi și
- Catalogul Colecției Biblioteca pentru toți (Editura Minerva)